# Le Dernier Barreau de l'échelle
Le Dernier Barreau de l'échelle (titre original : The Last Rung on the Ladder) est une nouvelle de Stephen King qui fait partie du recueil Danse macabre publié en 1978.

## Résumé
Larry, le narrateur, reçoit une lettre de sa sœur Katrina. Il se remémore son enfance à Hemingford Home, dans le Nebraska, se souvenant plus particulièrement d'un incident précis. Alors qu'il avait dix ans et sa sœur huit, ils jouaient dans la ferme familiale à sauter dans un tas de foin du haut d'une vieille échelle. Alors que c'était au tour de Katrina de sauter, l'échelle se rompit, laissant la fillette agrippée à son dernier barreau. Larry avait alors amassé en hâte de la paille en dessous d'elle et lui avait dit de sauter alors qu'elle était à bout de forces. Katrina s'en était tirée avec une cheville cassée et avait confié à son frère qu'elle ne savait pas ce qu'il faisait et qu'elle avait sauté uniquement parce qu'elle lui faisait entièrement confiance.
Arrivés à l'âge adulte, Larry et Katrina se perdent peu à peu de vue et n'échangent finalement plus que de rares lettres. Katrina vit deux mariages malheureux, et divorce deux fois. À chaque fois, elle demande à Larry de venir la voir mais celui-ci est trop occupé par ses propres affaires. Devenue call-girl, Katrina se suicide en sautant du haut d'un immeuble. Sa dernière lettre à Larry, postée deux semaines avant sa mort mais qui vient seulement d'arriver à son destinataire, est un appel au secours dans lequel elle dit regretter que le dernier barreau ne se soit pas brisé avant que Larry ait eu le temps d'amasser la paille.

## Genèse
Cette nouvelle, parue pour la première fois dans Danse macabre, le premier recueil de nouvelles de l'écrivain, est l'une des premières incursions de Stephen King en dehors de ses genres de prédilection. C'est une histoire réaliste, triste et sentimentale, qui ne comporte aucune élément surnaturel. John D. MacDonald, qui a écrit la préface de Danse macabre, estime que c'est la meilleure nouvelle du recueil.

## Intertextualité
L'histoire se déroule en partie dans la petite ville fictive d'Hemingford Home, où habite également Mère Abigaël dans Le Fléau.